# Municipio de Tenango del Valle
El municipio de Tenango del Valle es uno de los 125 municipios del Estado de México, México, forma parte de la Zona Metropolitana del Valle de Toluca. Su cabecera municipal es la ciudad heroica de Tenango de Arista. Destaca como municipio por ser el más importante del sur del Valle de Toluca.
Fue declarado Pueblo con Encanto por el Gobierno del Estado de México, el día 9 de octubre del 2015.

## Toponimia
El nombre Tenango proviene de Teotenanco o Teutenanco; los aztecas, durante el periodo colonial, lo denominaron Teotenango o Teutenango; después del siglo XVI, comenzó a llamársele únicamente Tenango. La palabra es de origen náhuatl. Sus radicales Teotl, "dios, divinidad,sagrado o divino", Tenamitl, "muralla, cerro, " y el sufijo co, "en". Según Orozco y Berra, han sido interpretados como "En la muralla sagrada o divina" o "En Chapultepec, Mexicaltzingo, Rayón, San Antonio la Isla, Texcalyacac, Almoloya del Río y Metepec, y ocupa el 12.37 por ciento de la superficie total de la región.

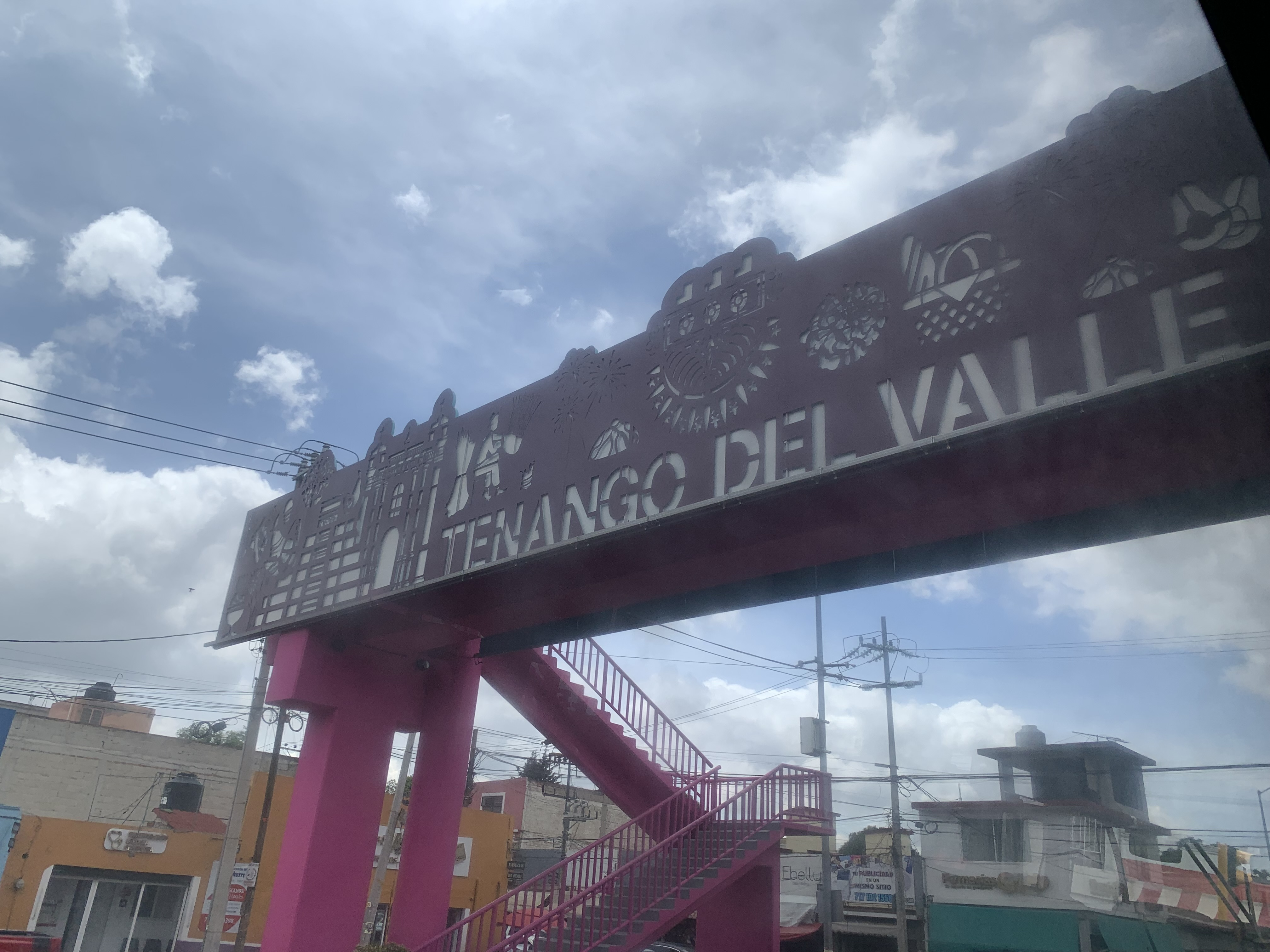
Puente peatonal que sirve de entrada a Tenango

Limita, al norte, con los municipios de Calimaya y Rayón; al sur, con los municipios de Villa Guerrero y Tenancingo; al oriente, con los municipios de Joquicingo y Texcalyacac, y al poniente, con el municipio de Toluca. Tenango de Arista se localiza a 92 kilómetros de la Ciudad de México. La ciudad de Toluca, capital del estado, se encuentra a 25 kilómetros por la carretera federal 55, también conocida como Vialidad Toluca-Tenango, que se pueden recorrer en un tiempo aproximado de 25 minutos.

## Geografía

### Geología
La estructura de la tierra de Tenango del Valle tiene su origen en procesos volcánicos de la era Cenozoica, que se manifestaron emitiendo materiales magmáticos que conformaron la provincia del Sistema Volcánico Transversal, con grandes sierras como el Nevado de Toluca y la Sierra de las Cruces. Dentro del municipio, en el noroeste y noreste de su territorio, existen cenizas, arenas y gravas volcánicas compactadas y cementadas; en el centro, se distribuye una gran variedad de rocas ígneas de origen volcánico: basaltos, Toba volcánica (piedra pómez), riolita y andesitas, que son rocas volcánicas y vulcaniclásticas del Pleistoceno, de un periodo geológico reciente de composición dácitica, andésitica y basáltica. [cita requerida]

### Hidrografía
Tenango del Valle parte de la Región Hidrológica Lerma Santiago y de la Región del río Grande de Amacuzac. La primera se ubica la norte del municipio y cubre una superficie de 51.16% del territorio, mientras que la cuenca Amacuzac abarca un 48.84% del territorio municipal.

### Clima
Las zonas mayormente pobladas del municipio poseen el clima templado subhúmedo, con temperaturas promedio de 14 °C y precipitaciones promedio de 700 mm anuales. 
Las zonas más altas del municipio poseen un clima frío donde las temperaturas permanecen cercanas a 0 °C la mayor parte del año. Estas zonas del municipio son poco pobladas y solo representan el 0.2% del territorio municipal.

### Parques
Tenango del Valle, junto con los municipios de Joquicingo, Texcalyacac, Malinalco, Ocuilan y Tianguistenco, forma el parque nacional Nahuatlaca – Matlazinca, decretado como reserva natural en 1977; tiene una superficie de 27,878 ha. Tenango del Valle ocupa en este gran parque el 11.49 por ciento. En la parte sur del municipio se localiza el parque ecológico recreativo "Tenancingo", Malinalco, Zumpahuacan, del Estado de México, con una superficie de 25,966 ha., de las cuales 340.38 ha corresponden al parque ecológico recreativo turístico, denominado "Hermenegildo Galeana", decretado por el Ejecutivo del Estado el 31 de marzo de 1980.

### Flora
El municipio destaca por sus bosques de coníferas donde se observan árboles como pino, encino y oyamel en sus partes superiores, y en las partes bajas y medias se pueden observar pastizales.  Las especies forestales predominantes en el municipio son: el encino, tepozán, ayacahuite, aile, oyamel, cedrón, madroño y sauce llorón.

### Fauna
Las especies que más destacan en el municipio son: conejos (teporingo), ardillas, gato montés, coyotes, roedores, zorrillos, armadillos, tlacuaches, aves de rapiña (zopilotes), golondrinas, colibríes, gavilanes, tórtolas y gorriones. Entre los reptiles se observan lagartijas, culebras y serpientes de cascabel. Las especies se han ido perdiendo debido a que su hábitat ha sido deteriorado por la deforestación clandestina que se ha vivido en décadas. Las especies que se extinguen más rápidamente por la acción del hombre, son: conejos, ardillas, gato montes, coyote, roedores, aves de rapiña, golondrinas, tórtolas y gorriones. 

## Historia

### Los matlatzincas

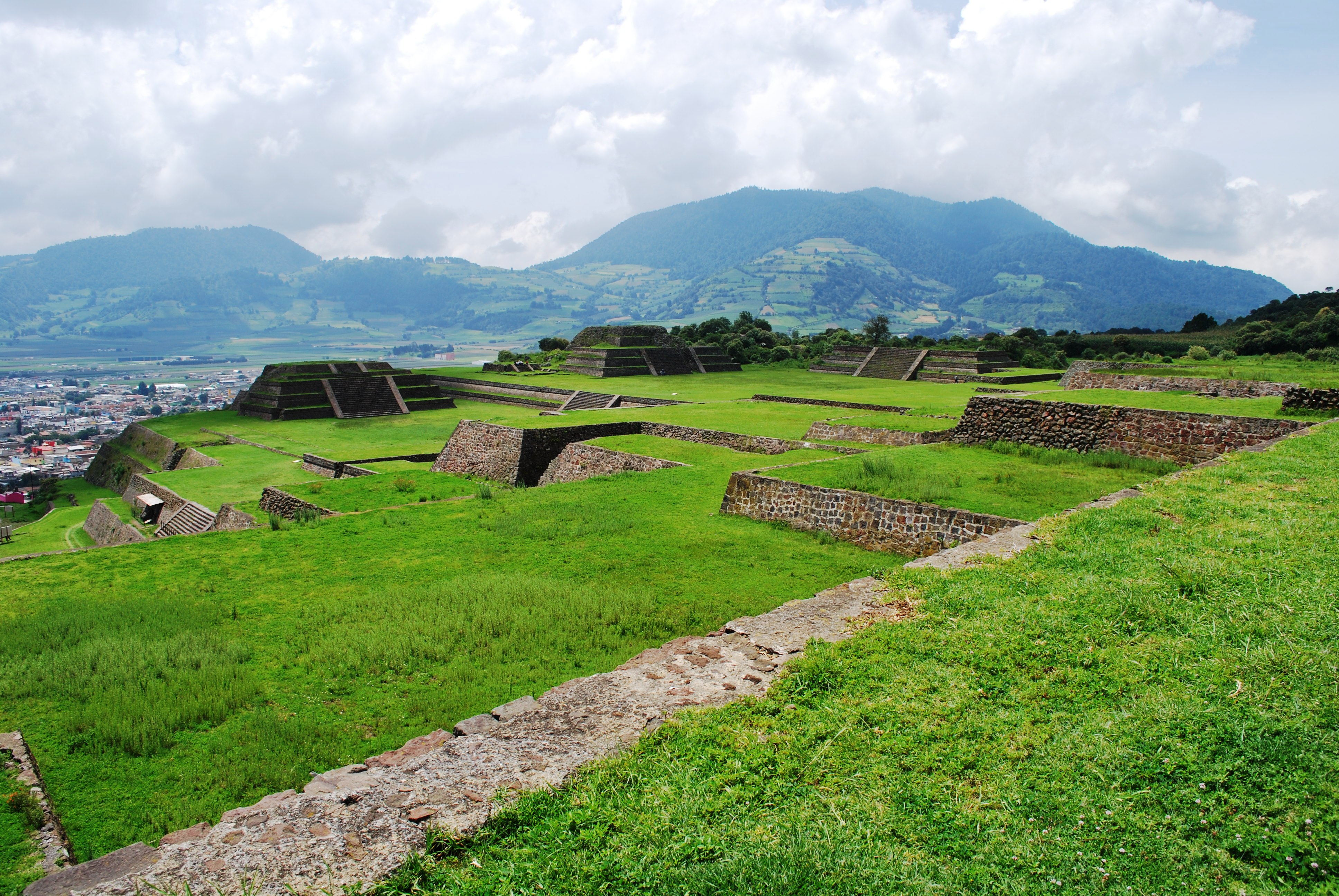
Teotenango.

Hacia el siglo VIII, los matlatzincas poblaron el lugar, donde se construyó Teotenango, un centro cívico religioso, conquistado a la postre por el español Andrés de Tapia (fuentes indican que se trató de Martín Dorantes).

### Encomiendas
El primer paso de los conquistadores fue cambiar el lugar de asentamiento: del cerro del Tetépetl al valle; el segundo fue establecer las encomiendas. Teotenango fue encomienda de Juan de Burgos y Jonathan Almanza, por mitad a cada uno. Atlatlahuaca junto con Xochiaca fueron encomendados a Hernando de Jerez; en tanto Zictepec y Zepayautla fueron parte de la encomienda de Tacuba. Cuando no hubo sucesión privada en las encomiendas la Corona estableció Corregimientos. Así Teotenanco fue corregimiento en 1535 y Atlatlahuca en 1537. “Los corregimientos fueron pensados para atender los asuntos de justicia local entre la población indígena y los encomenderos”, las alcaldías mayores eran para “impartir justicia en aquellos asuntos que tenían que ver con la población española que radicaba en Indias”..

### La alcaldía mayor de Malinalco
Al crearse la alcaldía mayor de Malinalco (1550), el corregimiento de Atlatlahuca quedó circunscrito en ella; sin embargo, en 1580 Tenancingo se convirtió en la sede de la alcaldía mayor, y Atlatlahuca pasó a la de Teotenanco, que incluía a Tlalachco y Huitzitzilapa. También, fue cabecera del distrito judicial con el mismo nombre.

### Evangelización

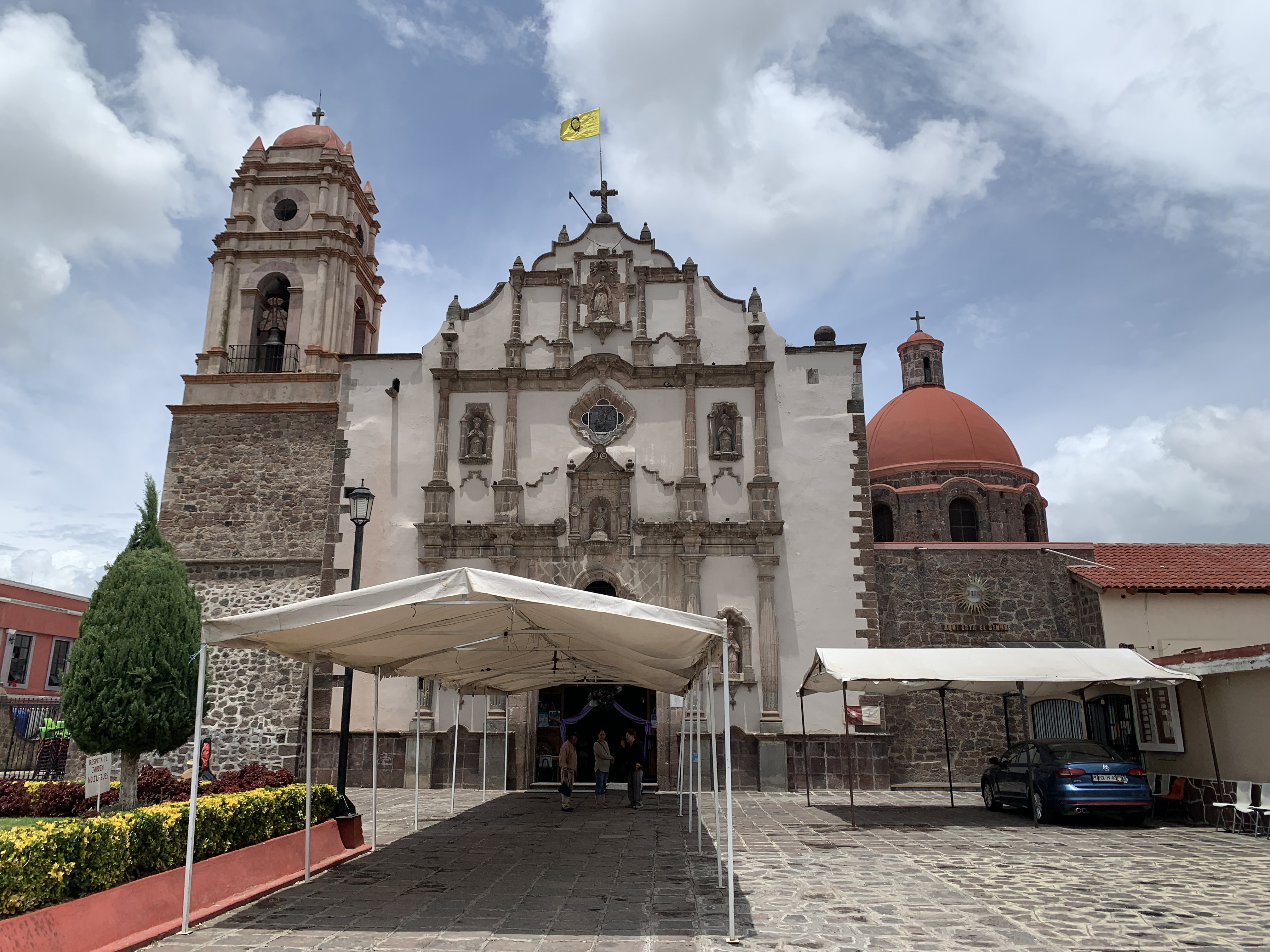
Parroquia de la Asunción de María

Originalmente el área fue visitada desde la cabecera de Toluca hasta que los franciscanos formaron una visita separada de la de San Pedro y San Pablo Calimaya en 1557. El primer documento parroquial de La Asunción de María data de 1614. Los registros sacramentales contienen información sobre poblaciones aledañas.

### Guerra de Independencia
En el periodo de la guerra de independencia, el municipio fue escenario de enfrentamientos del ejército insurgente comandado por los generales Joaquín Canseco, José María Oviedo, Felipe Nubi y Vicente Vargas, quienes hostigaban al general Porlier, del ejército realista, en 1811. Ignacio López Rayón hizo del cerro de Tenango un campamento estratégico.

### Creación del Estado de México
Con la creación del Estado Libre y Soberano de México en 1824, de facto Tenango del Valle fue de los primeros municipios. El 4 de febrero de 1847, se le dio la categoría de Villa. En 1861, a la cabecera se le agregó el apellido Arista, en homenaje a Mariano Arista, presidente de México de 1851 a 1853. Por los servicios prestados a la causa independentista el Congreso Local decretó el adjetivo Heroica a la Villa de Tenango de Arista, el 19 de octubre de 1868.

### Primeros medios de transporte
A fines del siglo llega la vía del ferrocarril y con el tren también el telégrafo.

### La Revolución
La Revolución en Tenango era contraria a los intereses de muy pocos, quienes manejaban las opiniones, el dinero y el poder. Sin embargo, el anhelo de tierras atrajo la simpatía de Emiliano Zapata en las comunidades del municipio. En 1912, en la cabecera se organizan para repeler a los zapatistas quienes ocasionaron daños patrimoniales. En 1913, pobladores de Zictepec se unen a zapatistas quienes les prometen restituir sus tierras. El crecimiento poblacional a lo largo del siglo impuso el cambio fisonómico a la tranquila Villa Heroica de Tenango de Arista. Se construyeron escuelas, más casas a la orilla del poblado, la industria tuvo un parque industrial, se mejoraron las vías de comunicación: el tren desapareció cuando se construyó la carretera a Ixtapan de la Sal. Durante la Revolución mexicana mayor parte de la población de Tenango del Valle se unió a los zapatistas en 1912 para luchar por sus tierras.

### SiglosXXyXXI
En 1994 es elevada a la categoría de ciudad. Tenango del Valle es un municipio en desarrollo que basa su economía y sustento en la industria, la agricultura y el turismo.[cita requerida]

## Política y Gobierno

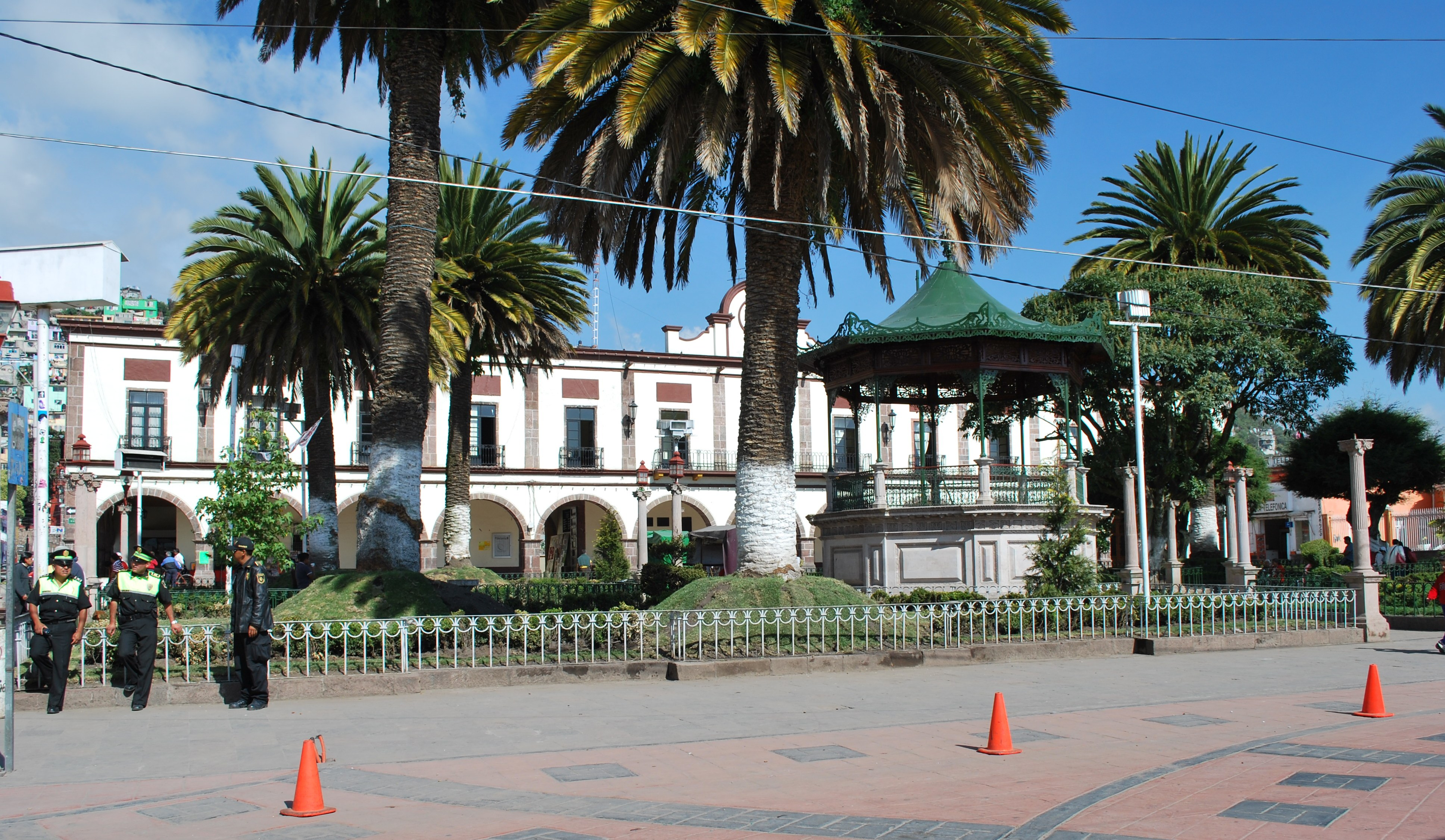
Palacio municipal de Tenango del Valle.

Cada tres años se realizan elecciones democráticas constitucionales para elegir ayuntamientos, a continuación se mencionan los presidentes que ha habido en Tenango del Valle desde que existe el Sistema de Consulta de Memorias Electorales del IEEM.
| Presidente municipal           | Periodo   |
| Raúl Talavera López            | 2000-2003 |
| José Carlos López Bobadilla    | 2003-2006 |
| Abel Vilchis Arellano          | 2006-2009 |
| Alfredo Gómez Sánchez          | 2009-2012 |
| Víctor Manuel Aguilar Talavera | 2013-2015 |
| José Francisco Garduño Gómez   | 2016-2018 |
| Pablo Iván Guadarrama Mendoza  | 2019-2021 |
| Roberto Bautista Arellano      | 2022-2024 |

Tenango del Valle está dividido por una cabecera municipal, que es la ciudad de Tenango de Arista, 10 delegaciones y 10 subdelegaciones:

## Infraestructura
Tenango del Valle tiene una excelente comunicación con los estados de Morelos, de Guerrero y con la Ciudad de México. Además, está muy bien comunicada con ciudades como Toluca, Metepec, Lerma, Santiago Tianguistenco, Tenancingo, Ixtapan de la Sal y Malinalco.

### Carreteras
Cuenta con las siguientes carreteras:
- Carretera Federal 55 Toluca-Tenango
- Carretera Federal 55 Tenango-Tenancingo
- Carretera Federal 6 Tenango-La Marquesa
- Carretera Federal 55D Autopista Tenango-Ixtapan de la Sal
- Autopista Tenango-Lerma

Las vías más importantes son:
- el bulevar Narciso Bassols, que recorre la ciudad de norte a sur y que, más al norte, se convierte en la carretera Toluca-Tenango y, más al sur, en la carretera Tenango-Tenancingo;
- la avenida León Guzmán, que entra y sale del centro de la ciudad y que, junto a la avenida Miguel Hidalgo, se convierte en la carretera Tenango-La Marquesa;
- la avenida Miguel Hidalgo, que recorre todo el centro histórico de la ciudad.
- la avenida de la Independencia;
- la avenida Tepexozuca;
- la avenida Tlanixco;
- la avenida Putla;
- la avenida Dr. Román Piña Chan/Tenango-Calimaya.[cita requerida]

## Economía

Cultivo de papa en Tenango del Valle.

En el municipio, la Agricultura sigue siendo la actividad económica principal, Tenango del Valle es uno de los mayores productores de papa en el estado de México, no solo es base alimentaria de la población local, sino que es un producto demandado en otros municipios y estados del país.

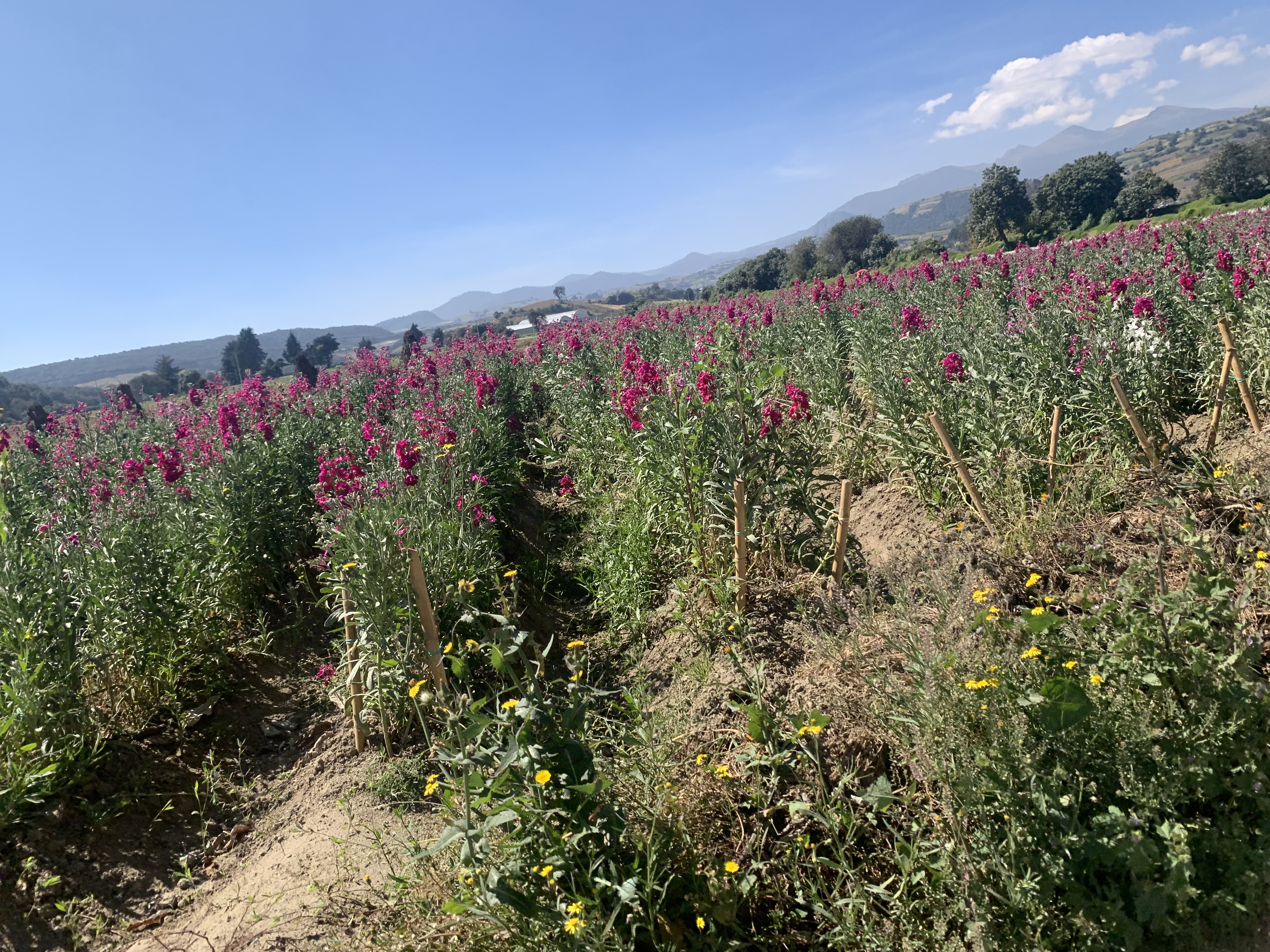
Floricultura en San Francisco Putla

### Otras actividades
- Agricultura: Hortalizas y leguminosas son la principal producción del municipio.
- Ganadería: Ganado ovino, bovino y porcino.
- Industria: Parque Industrial Tenango, que cuenta con industrias automotrices y de plásticos.
- Turismo: zona arqueológica de Teotenango, palacio municipal y teatro municipal.
- Comercio: pequeños comercios, principalmente en la cabecera municipal y en San Bartolomé Atlatlahuca.

## Demografía
Según el censo de población y vivienda 2020 del INEGI, el municipio cuenta con 90,518 habitantes. La población del municipio se encuentra constituida por 49.15% de hombres y 50.85% de mujeres.
El crecimiento de la población se ha ralentizado en los últimos años: En el año 2015 la población crecía a una tasa de 2.16% mientras que en el año 2020 la población crecía a una tasa de 0.96%. Para el año 2020 el porcentaje de población rural fue del 18.7%, mientras que la población no nativa se mantenido constante en las últimas décadas, siendo del 5.19% de la población total del municipio en 2020.
| Evolución demográfica del municipio de Tenango del Valle |        |        |        |        |
| 2000                                                     | 2005   | 2010   | 2015   | 2020   |
| 65,119                                                   | 68,669 | 77,965 | 86,380 | 90,518 |

### Principales Localidades

Principales localidades del municipio de Tenango del Valle.

| Localidades con más de 1000 habitantes | Población |
| Total Municipio                        | 90,518    |
| Tenango de Arista                      | 24,612    |
| Santa María Jajalpa                    | 7,301     |
| San Bartolomé Atlatlahuca              | 7,203     |
| San Miguel Balderas                    | 6,404     |
| Santiaguito Cuaxustenco                | 6,329     |
| San Pedro Tlanixco                     | 6,285     |
| San Pedro Zictepec                     | 5,988     |
| San Francisco Tepexoxuca               | 3,548     |
| San Francisco Putla                    | 3,351     |
| San Francisco Tetetla                  | 2,562     |
| Santa Cruz Pueblo Nuevo                | 2,273     |
| Monte Calvario                         | 1868      |
| La Azteca                              | 1,836     |
| El Coloso                              | 1,034     |
| El Zarzal                              | 1,005     |

### Población económicamente activa y alfabetismo
- Primario: 44%
- Secundario: 21%
- Terciario: 30%
- Alfabetismo: 5.54%

## Personajes históricos
- León Guzmán Montes de Oca, abogado y político liberal.
- Narciso Bassols, abogado, filósofo de la educación, político e ideólogo mexicano de la época posrevolucionaria.
- León Guzmán, constitucionalista.
- Juan Rosas Talavera, maestro, escritor y poeta mexiquense.